# Sankt Margarethen im Burgenland
Sankt Margarethen im Burgenland is een gemeente in de Oostenrijkse deelstaat Burgenland, gelegen in het district Eisenstadt-Umgebung (EU). De gemeente heeft ongeveer 2800 inwoners.

## Geografie
Sankt Margarethen im Burgenland heeft een oppervlakte van 26,5 km². Het ligt in het uiterste oosten van het land.
Sankt Margarethen ligt op 3 km van de Hongaarse grens en bezit, op een rotsplateau, een Romeinse steengroeve, waar halfbewerkte en voltooide beeldhouwwerken staan. Tijdens de Romeinse periode werden hier de beelden gebeiteld voor Rome en hun rijk. De streek van Burgenland en het Neusiedler Meer is altijd Oostenrijks gebleven. Toen het Oostenrijks-Hongaarse keizerrijk nog één was, begon de Hongaarse invloed voorbij het oosten van het Neusiedler Meer. De Hongaren en Oostenrijkers leefden hier onder elkaar. Een grens was er toen niet, zodat de Oostenrijkse en Hongaarse invloeden elkaar overlapten.

## Bezienswaardigheden
- Symposion Europäischer Bildhauer

Breitenbrunn am Neusiedler See · Donnerskirchen · Großhöflein · Hornstein · Klingenbach · Leithaprodersdorf · Loretto · Mörbisch am See · Müllendorf · Neufeld an der Leitha · Oggau am Neusiedler See · Oslip · Purbach am Neusiedler See · Sankt Margarethen im Burgenland · Schützen am Gebirge · Siegendorf · Steinbrunn · Stotzing · Trausdorf an der Wulka · Wimpassing an der Leitha · Wulkaprodersdorf · Zagersdorf · Zillingtal
- Gemeinsame Normdatei: 4118383-6
- Library of Congress Control Number: n87893589
- MusicBrainz: ac6b0e2a-7780-417a-825f-4e80462cad7f
- Nationale Bibliotheek van Israël: 987007562417405171
- Virtual International Authority File: 138473021